# Římskokatolická farnost Ostrovačice
Římskokatolická farnost Ostrovačice je územní společenství římských katolíků s farním kostelem sv. Jana Křtitele a sv. Václava v děkanství rosickém. Do farnosti patří městys Ostrovačice a obec Říčany.

## Historie farnosti
Ostrovačická farnost vznikla ve 12. až 13. století (do té doby se datuje původní ostrovačický kostel, první zmínka o faře je z roku 1255).
Prvním známým farářem je Burkhard, zmíněný v roce 1338. Na přelomu 16. a 17. století byly nějakou dobu Ostrovačice přifařeny k Domašovu – pak však došlo k zpětnému vykoupení statků do majetku kláštera v Rajhradu. Na přelomu 17. a 18. století se naopak ostrovačická farnost vzmohla: téměř sto let (od roku 1673 do roku 1771) patřily k Ostrovačicím osady Domašov, Hluboké, Radoškov, Přibyslavice a Javůrek. Po oddělení Domašova a dalších osad tvořily farnost v roce 1773 Ostrovačice, Říčany, Říčky a mlýn Chrastina. V roce 1784 byly i Říčky přifařeny k Domašovu, zatímco Říčany zůstaly součástí ostrovačické farnosti.

## Duchovní správci
Farnost byla po celou dobu své existence spravována rajhradskými benediktiny. Teprve od roku 1962 zde působí kněží brněnské diecéze. Farářem byl od 1. listopadu 2007 Ludvík Bradáč, ThD, 1. srpna 2025 jej vystřídal Mgr. Jiří Plhoň.

## Bohoslužby
| Kostel                          | Místo       | Bohoslužba (den)    | Hodina          | Poznámka        |
| ------------------------------- | ----------- | ------------------- | --------------- | --------------- |
| sv. Jana Křtitele a sv. Václava | Ostrovačice | neděle pátek sobota | 7.45 18.00 7.45 | Farní kostel    |
| sv. Petra a Pavla               | Říčany      | neděle čtvrtek      | 9.00 18.00      | Filiální kostel |

## Aktivity ve farnosti
Pro farnosti Ostrovačice a Veverské Knínice vychází společný farní zpravodaj Ořík. Ve farnosti se pravidelně pořádá tříkrálová sbírka. V roce 2015 její výtěžek činil v Ostrovačicích 23 272 korun.
Jednou za čtvrt roku se koná setkání společenství seniorů.
Na 6. květen připadá Den vzájemných modliteb farností za bohoslovce a bohoslovců za farnosti brněnské diecéze. Adorační den se koná 2. prosince.